# Ōtsuchi, Iwate
Ōtsuchi (japanska: 大槌町?, Ōtsuchi-chō) är en landskommun (köping) i Iwate prefektur i Japan. 